# Лісне (Маріупольський район)
Лісне́ — селище Нікольської селищної громади Маріупольського району Донецької області України.
Відстань до Микільського становить близько 5 км і проходить переважно автошляхом місцевого значення. Розташоване біля лісового заказника місцевого значення — Азовської дачі.

## Герб
Офіційний герб селища Лісне затверджено 29 січня (25 січня) 1999 року рішенням сесії Володарської селищної ради № 5. Автор — Олег Ігорович Киричок: «Щит розтятий і перетятий. На першій і четвертій золотих чвертях щита зелені дубові листки з жолудями того ж кольору з шапочками натурального кольору. На другій і третій зелених чвертях — золоті кленові листки.»
Лісництво в Лісному є головним підприємством, що і дало назву селищу. У гербі подані листи клена і дуба — основні культури, що вирощуються в лісництві, що робить герб «промовистим».

## Пам'ятки
Лісовий заказник Азовська дача — найстаріший в Донецькій області штучний ліс був посаджений 1876 року Л. Г. Барком. Лісові насадження складалися, здебільшого, з дуба.
На сьогодні вік деяких дерев нараховує приблизно 60-80 років. Тут також зустрічаються чисті посадки горобини, волоського горіха, сосни і ясеня. Загальна площа лісового заказника «Азовська дача» становить близько 1678 гектарів.
Лісовий масив з просіками і галявинами з різнотрав'ям приваблює перелітних птахів для гніздування. Статус заказника місцевого значення присвоєно 1984 року.

## Населення
За даними перепису 2001 року населення селища становило 65 осіб, із них 73,85 % зазначили рідною мову українську та 24,62 %— російську.